# کاتی اوتینن
کاتی اوتینن (فنلاندی: Kati Outinen؛ زادهٔ ۱۷ اوت ۱۹۶۱) هنرپیشه فنلاندی است. او از سال ۱۹۸۰ میلادی تاکنون مشغول فعالیت بوده‌است. وی اغلب نقش اول زن فیلم‌هایی که توسط آکی کوریسماکی کارگردانی شده‌است را ایفا نموده‌است که از میان آن‌ها می‌توان به مرد بدون گذشته، روشنایی‌هایی در شفق و دختر کارخانه کبریت‌سازی اشاره کرد. او در سال‌های ۲۰۰۲–۲۰۱۳ در آکادمی تئاتر هلسینکی پروفسور بازیگری بود.

## گزیده فیلم‌شناسی
- هملت برای کار رفته‌است (۱۹۸۷)
- دختر کارخانه کبریت‌سازی (۱۹۸۹)
- مواظب روسری‌ات باش تاتیانا (۱۹۹۴)
- ابرهای شناور (۱۹۹۶)
- پرنده‌های مهاجر (۱۹۹۸)
- مرد بدون گذشته (۲۰۰۲)
- روشنایی‌هایی در شفق (۲۰۰۶)
- جنایت‌های تاریک (۲۰۱۶)

## جوایز
- جایزه بهترین بازیگر نقش اول زن در جشنواره فیلم کن برای فیلم مرد بدون گذشته